# Maurice Vieux
Pour les articles homonymes, voir Vieux.
Maurice Vieux, né à Savy-Berlette (Pas-de-Calais) le 14 avril 1884 et mort à Paris le 28 avril 1951, est un altiste français dont l'activité pédagogique au Conservatoire national de musique de Paris a tenu un rôle essentiel dans l'histoire de l'alto en France.

## Biographie
Maurice Vieux obtient son 1er prix d'alto en 1902 dans la classe de Théophile Laforge, premier professeur d'alto du Conservatoire de Paris. Par la suite, il sera alto solo de l'Opéra de Paris et de la Société des concerts du Conservatoire, membre des quatuors Parent et Touche.
Il succède en 1918 à son maître au poste de professeur au Conservatoire.
Les altistes lui doivent notamment les Vingt Études pour alto (Éditions Leduc, 1927).
Son nom a été donné au concours organisé depuis 1983 par l'Association française des amis de l'alto (Concours international d'alto Maurice-Vieux) et dont la première lauréate a été l'altiste allemande Tabea Zimmermann et, en 2000, le jeune altiste français Antoine Tamestit.

### Enfance et adolescence 1884 - 1902
Maurice Vieux est né le 14 avril 1884 à Savy-Berlette (Pas-de-Calais), où son père, Ferdinand Vieux (1848 - 1913) est chef de gare.
Ferdinand Vieux fait carrière aux Chemins de fer du Nord, régulièrement muté de gare en gare. Transféré de gare en gare, Maurice Vieux aurait été bien en peine de devenir musicien si son père ne l'avait pas été lui-même. Ferdinand Vieux né à Valenciennes y est entré au conservatoire de musique. En 1861, à 13 ans, il obtient le premier prix de Solfège, puis en 1864, à 16 ans, le premier prix de violon avec médaille. Bien que n'ayant pu en faire carrière, Ferdinand est toujours passionné de musique. Il a écrit un manuscrit de 175 pages comportant 40 chansons, musique et texte intitulé Le Béranger de l'Enfance. Ferdinand est donc le premier professeur de piano, solfège et violon de Maurice Vieux dès son plus âge (son premier violon correspond à un enfant de 4 ans environ).
Ferdinand est muté chef de service des tarifs à Paris aux alentours de 1896. La famille s'installe à Paris au 21 rue Custine dans le 18e arrondissement. Dès 1897 Maurice Vieux, âgé de 13 ans, se présente au concours d'entrée, classe de violon, au Conservatoire national de musique. Finalement c'est en 1899, à 15 ans qu'il est admis et que rapidement il intègre la classe d'alto de Théophile Laforge.
À la fin de l'année scolaire, en 1902, à 18 ans, Maurice Vieux obtient son premier prix. À cette occasion le Conservatoire lui offre un alto de Caressa - luthier officiel du Conservatoire - numéroté 22. La presse musicale, pour sa part, reconnaît le niveau exceptionnel du lauréat.
Ou encore « Maurice Vieux est un artiste complet, il a une ampleur de son superbe, de l’âme, de l’élégance dans son jeu ; sa lecture à vue a été exquise … »

### La notoriété 1902 - 1918
Immédiatement il s'inscrit dans l'Annuaire des Professeurs de musique. L'Annuaire de 1903 donne son adresse rue Custine, donc chez ses parents. En octobre il entre dans la Société des Concerts du Conservatoire, où en juin 1906 (22 ans) il gagne sur concours la place de premier Alto Solo, et ce jusqu'en 1920 (à l'exception de la période de la guerre 14-18).
En 1904 il est entre au Théâtre national de l'Opéra. Soliste depuis 1906, il devient Premier Alto Solo en 1909 (25 ans). Il y reste jusqu'à l'âge de la retraite à 65 ans soit en 1949.
Entre-temps chaque fois qu'il a un moment de libre les orchestres de chambre font appel à lui. C'est ainsi qu'en 1905 il joue avec le Quatuor Parent et dans la formation du Double Quintette de Paris. Il joue également dans les salons de musique devant le Gotha Parisien. Puis vient le moment des tournées en Europe, Angleterre, Suisse, Belgique, dont en 1913 l’Espagne avec le Double Quintette, et l’Italie en 1914 avec la Quatuor Touche –Turin, Bologne, Venise, Milan puis Berlin en mars 1914.
Fin 1914 la guerre est déclarée et il est mobilisé à Verdun. Il est versé dans les Services auxiliaires, ce qui n’empêche pas ses courriers de témoigner de l’horreur de cette guerre.
Le 31 octobre 1918 Théophile Laforge, son maître et premier professeur de la première classe d’Alto du Conservatoire, meurt. Le 16 janvier 1919, Maurice Vieux est mis en sursis d’appel et détaché comme professeur au Conservatoire.

### 1919-1951 Une longue carrière de pédagogue
Maurice Vieux est démobilisé le 24 mars 1919 et titularisé professeur à la fin de l'année. Commence alors, outre l’Opéra et les concerts, cette période où il se consacre à la formation de générations d’altistes jusqu’à la fin de sa vie en 1951. Il a ainsi amené 100 élèves à obtenir leur premier prix. Tous les grands altistes Français de la deuxième moitié du XXe siècle ont été ses élèves[réf. nécessaire].
En plus de ses cours, de ses leçons privées et de l’Opéra il prend encore le temps pour jouer à chaque occasion. Il passe régulièrement à la Radio[réf. nécessaire], il est recherché et apprécié[réf. nécessaire] de maîtres tels Saint-Saëns, Gabriel Fauré, Vincent d'Indy, Claude Debussy, Max Bruch, et son ami Joseph Jongen. C’est lui que les plus grands virtuoses veulent dans leurs ensembles tels Ysaye, Kreisler, Cortot, Marguerite Long, Georges Enesco, Casals, Caplet, Thibaud, et de quartestistes tels Marsick, Parent, Touche, Sechiari[réf. nécessaire]. Par contre, à tous les impresarios qui le sollicitent régulièrement pour des tournées il répond invariablement, comme au ministre qui en 1919 l’a sollicité pour une tournée en Amérique « Que deviendraient mes élèves ! »[réf. nécessaire].
Son talent de virtuose n'est pas salué que par les critiques musicaux, c'est ainsi qu'officiellement il est nommé en 1930, Officier de la Légion d'honneur française, en 1932, Chevalier de l’ordre de Léopold belge puis chevalier de l’ordre de Nichan Iftikhar de Tunisie, en 1935, chevalier de l’ordre du Mérite culturel de Roumanie[réf. nécessaire].
Il contracte une maladie de cœur qui l’emporte. Il meurt en avril 1951 en son domicile dans le 18e arrondissement de Paris peu de temps avant son 100ème prix obtenu au mois de juin. Il est inhumé au Cimetière de Saint Ouen (10e division).

## Son apport à l'Alto
Jusqu'à la fin du XIXe siècle il y avait peu de virtuoses de l’alto[réf. nécessaire]. Il existe cependant de cette époque des morceaux comme Harold en Italie, symphonie concertante pour alto de Berlioz composée en 1846 à la demande de Paganini.
Maurice Vieux est parfaitement conscient de ce problème, aussi au plus tard en 1907 la réponse de l’organiste et compositeur Théodore Dubois à sa demande d’écrire une sonate[style à revoir]. Théodore Dubois, est une première trace écrite de ses nombreuses sollicitations auprès des compositeurs pour qu'ils développent le répertoire de l'alto.
Une de ses plus fortes relations est la longue amitié qui le lie à Joseph Jongen, compositeur belge.
Un autre moyen aurait été la discographie. Mais celle-ci est fort réduite. Au début du XXe siècle la technique d’enregistrement est balbutiante. Le plus vieil enregistrement connu est La Sérénade pour flute op.25 de Beethoven, mais il fait la part belle à la flûte. Le plus connu et encore aisément accessibles, car ce 78t a été remastérisé et sorti en 33t, est le quatuor no 2 op 45 de Fauré enregistré en 1940 avec Marguerite Long et Jacques Thibaut. Très rare est l’enregistrement chez Columbia de L’Arioso et Allegro de concert pour piano et alto de Stan Golestân.
En 1928 Maurice Vieux écrit un article « Réflexions sur la technique de l’alto » publié en français par les amis de l’alto et traduit en anglais page 5 du no 2 du volume 7 du journal de l'American Society.

## Décorations
- Au titre de mobilisé et sous les drapeaux en 14 - 18 : Croix du Combattant, médaille de la Victoire Interalliée 1918, médaille Commémorative de la Guerre 14 -18
- Officier des Arts Lettres et Sciences
- Officier de l'ordre de l'Académie du dévouement national
- 1930 : Chevalier de l'ordre de la Légion d'honneur[6]
- 1931 : Chevalier de l'ordre de Léopold 1er (Belgique)
- 1932 : Officier de l'Ordre du Nichan-Iftikar (Tunisie)
- 1935 : Chevalier de l'Ordre du Mérite Culturel, ruban spécial pour la musique ( Roumanie )

## Compositions, publications, arrangements, réductions
- 1927 : Vingt études pour alto. Chaque étude est dédie à un de ses élèves premiers prix d'alto entre 1919 et 1925. Éditions Alphonse Leduc.
- 1928 : Réflexions sur la technique de l'Alto. Article publié dans le Courrier Musical et Théâtral du 1er avril 1928
- 1928 : Dix études nouvelles pour alto, dédiées à son neveu Jacques Balout alto solo de la Sté des Concerts du Conservatoire. Éditions Max Eschig.
- 1928 : Scherzo pour alto et piano. Éditions Alphonse Leduc
- 1928 : Dix études pour alto sur des traits d'orchestre, Coriolan, Preciosa, le barbier de Séville, les Noces de Figaro, Euryanthe, IXe Symphonie, Benvenuto Cellini, la Grottre de Fingal, la Fiancée vendue, Tannhäuser. Éditions Alphonse Leduc.
- 1931 : Dix études pour alto sur les intervalles. Éditions Alphonse Leduc.
- 1932 : Six études de concert pour alto et piano, chaque  étude est dédie à un de ses élèves premiers prix d'alto. Éditions Max Eschig.
- Révision et réduction pour alto et piano du Concerto en Ré majeur de Giuseppe Tartini pour alto avec accompagnement d'orchestre à cordes et deux cors. Éditions Max Eschig (1956).
- 1943 : pour violon et piano ou harmonium, à ma fille Marie-Jeanne, éditions Max Eschig.

## Discographie
- 1907 : Sérénades. Flûte, violon, alto. Op. 25. Ré majeur de Ludwig van Beethoven. Un disque 78 t avec Adolphe Hennebains flûte et Sechiari violon.
- 1927 : Septuor. Piano, trompette, cordes (5). R 122. Mi bémol majeur de Camille Saint-Saëns. Deux disques 78 t Columbia avec Eugène Foveau trompette, Edouard Nanny contrebasse
- 1933 : Arioso et Allegro de concert pour piano et alto de Stan Golestan.
- 1940 : Quatuor de Gabriel Fauré
- 1942 : Lamento en mi bémol mineur pour alto et piano d'Alexandre Cellier. Un 78 t édité par l'Association d'action artistique, sous l'égide du secrétariat général des Beaux-arts, sous le gouvernement de Vichy, avec, Alexandre Cellier au piano.

En 2022, l'altiste italien Marco Misciagna a sorti le premier enregistrement mondial de toutes les œuvres pour alto solo de Maurice Vieux.

## Compositions dédiées à Maurice Vieux
- 1911 : Max Bruch – Romanze for viola and orchestra, Op. 85
- 1922 : Désiré-Émile Inghelbrecht – Impromptu in F minor for viola and piano
- 1922 : Paul Rougnon – Fantaisie-Caprice in G major for viola and pianos à Maurice Vieux
- 1925 : Joseph Jongen – Allegro appasionato for viola and piano or orchestra, Op. 79
- 1926 : Henri Büsser – Catalane sur des airs populaires for viola and orchestra or piano, Op. 78
- 1927 : J. M. L. Maugüé – Allègre, lent et scherzo for viola and orchestra
- 1930 : Henri Büsser – Rhapsodie arménienne sur des thèmes populaire in B minor for viola and piano, Op. 81
- 1932 : Gabriel Grovlez – Romance, Scherzo et Finale for viola and piano
- 1935 : Joseph Jongen – Introduction et danse for viola and piano or orchestra, Op. 102
- 1937 : Reynaldo Hahn – Soliloque et forlane for viola and piano

### Autres œuvres dédicacée
- 1932 : Stan Golestan - Arioso et Allegro de concert pour piano et alto
- 1965 : Stéphane Wiener- Sonate en ré pour alto seul. Éditions Choudens